# Humane (película)
Humane es una película de suspenso y terror de 2024 dirigida por Caitlin Cronenberg y escrita y producida por Michael Sparaga. Está protagonizada por Jay Baruchel, Emily Hampshire, Sebastian Chacón, Alanna Bale, Sirena Gulamgaus, Uni Park, Enrico Colantoni y Peter Gallagher. Es el primer largometraje de Caitlin Cronenberg y se estrenó el 26 de abril de 2024. La película combina elementos de thriller de terror y drama familiar para abordar el tema de la crisis climática .

## Premisa
Un colapso ecológico global obligada a los líderes mundiales a tomar medidas extremas para reducir la población de la Tierra, un periodista recientemente retirado se alista en el nuevo programa de eutanasia del país.

## Producción
En diciembre de 2021, se informó que Caitlin Cronenberg dirigiría el thriller Humane, escrito y producido por Michael Sparaga a través de su compañía Victory Man Productions y con la producción ejecutiva de Martin Katz y Karen Wookey de Prospero Pictures.  En noviembre de 2022, se reveló que Jay Baruchel, Emily Hampshire y Peter Gallagher formaban parte del elenco principal.el Rodaje comenzó el 17 de octubre de 2022 en Hamilton, Ontario, durante 20 días, y se realizó en el Castillo de Ravenscliffe durante 17 días.

## Realización
Humane fue estrenada en Canadá por Elevation Pictures y en Estados Unidos por IFC Films el 26 de abril de 2024 y en Shudder el 26 de julio de 2024.

## Recepción
En el sitio web de reseñas Rotten Tomatoes, el 69% de las 48 críticas son positivas, con una calificación promedio de 6,1/10. El consenso del sitio web dice: "Las retorcidas emociones psicológicas de Humane son lo suficientemente divertidas en el momento como para distraer la atención de sus intentos ocasionalmente incómodos de equilibrar los comentarios sociopolíticos con el horror de alto concepto."
Owen Gleiberman de Variety declaró: "Cronenberg presenta Humane con una intrépida naturalidad, con guiños reveladores a las cuestiones de la vigilancia corporativa y los males de la contratación privada, y con una mirada vívida para los planes y secretos escondidos en los rincones victorianos. rincones de esa casa."Una reseña de tres de cuatro estrellas de Richard Roeper del Chicago Sun-Times declaró: "Hay algunas escenas deliciosamente aprensivas, pero esto es principalmente un thriller psicológico, una actualización/variación de La caída de la casa Usher ".
Una reseña de dos de cuatro estrellas en RogerEbert.com afirmó: "La mayor parte de lo inteligente de 'Humane' existe en sus márgenes, incluido quizás que un Cronenberg haya hecho una película que trata, al menos en parte, sobre el nepotismo, principalmente en cómo arroja a sus personajes desde su torre de marfil y luego los ve pelear en el barro por quién puede volver a subir. Los puntos de conversación de comentarios sociales incluidos en “Humane” son sin duda intrigantes, pero muchos de ellos se sienten superficiales y coquetean con ideas sobre privilegios, sin tener mucho que decir sobre ellos."IndieWire calificó la película como "un thriller agudo pero ligero"mientras que Collider elogió los aspectos de comedia oscura de la película.